# 克拉斯諾頓區

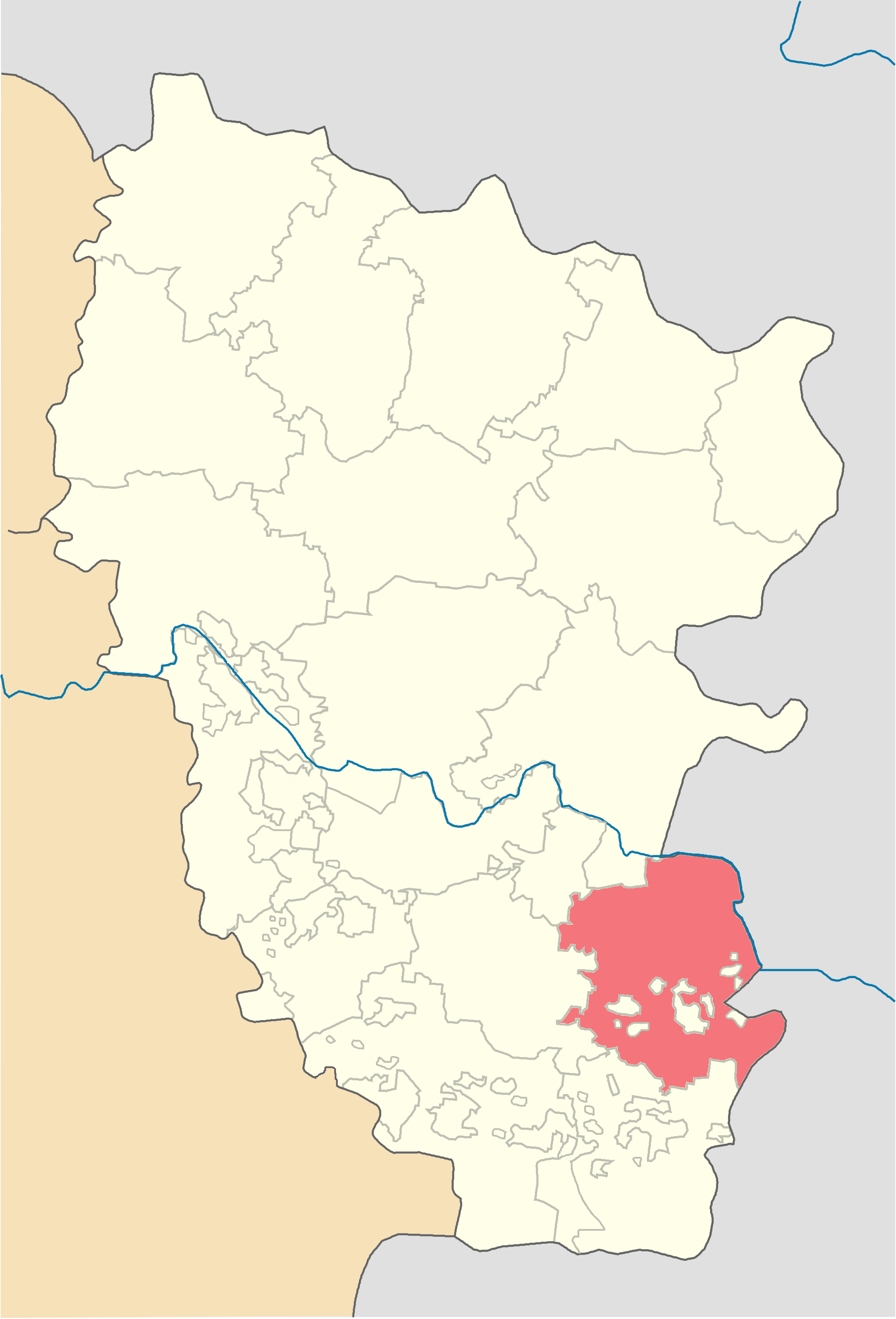
克拉斯諾頓區在盧甘斯克州的位置

克拉斯諾頓區（烏克蘭語：Краснодонський район），曾是烏克蘭東部盧甘斯克州的一個區，行政中心設於克拉斯諾頓，面積100平方公里，2020年人口数量为28,943人。
该区在2020年7月18日乌克兰行政区划改革时撤销，改革后卢甘斯克州的区份数量减至为8个。但是自2014年起该区不在乌克兰政府的控制下，而是在卢甘斯克人民共和国的控制下。卢甘斯克人民共和国继续使用该区作为行政单位。
2016年乌克兰最高拉达据去共化法律将该区的名字改为索罗基内区（烏克蘭語：Сорокинський район）。但是该区在卢甘斯克人民共和国的实际控制下，新的名字并未在当地采用。